# Gens Curiatia
Die gens Curiatia (auch Curiatii, deutsch Curiatier) waren ein römisches Geschlecht (gens) mit dem Gentilnamen Curiatius.
Die römische Sage leitete ihre Herkunft aus einer Familie aus Alba Longa her. Laut dieser Sage kamen der römische König Tullus Hostilius und der Herrscher von Alba Longa, Mettius Fufetius, überein, zwei Drillingsgruppen aus dem jeweiligen Heer gegeneinander antreten zu lassen, statt einander in einer offenen Schlacht zu dezimieren. Auf Seiten der Römer waren dies die Horatier, auf der Seite von Alba Longa die Drillingsbrüder Curiatius. Mit einer List gelang es dabei dem letzten überlebenden Horatius, die drei Curiatier zu töten.
Unklar ist, ob es sich bei den Curiatii tatsächlich um ein patrizisches Geschlecht handelte. Nach dem Sieg Roms soll es aus Alba Longa nach Rom eingewandert und dort patrizisch geworden sein, wie die römische Sage behauptete. Einziger bekannter patrizischer Namensträger ist Publius Curiatius Fistus Trigeminus, der Konsul des Jahres 453 v. Chr. – einer Zeit, in der die Konsularsfasten jedoch höchst unzuverlässig sind. Es könnte sich auch um ein späteres, eher unbedeutendes Plebejergeschlecht handeln, das seine Herkunft auf die sagenhafte Familie aus Alba Longa zurückführte. Für das Plebejertum spricht, dass spätere Angehörige des Geschlechts Volkstribunen waren, was nur Plebejer sein konnten. Diese Tatsache könnte jedoch auch damit erklärt werden, dass es eine Verbindung zwischen den Patriziern und den Plebejern des Namens gab, etwa über freigelassene Sklaven der patrizischen Curiatii, die den Namen ihrer früheren Besitzer annahmen.
Bedeutende Namensträger sind:
- Publius Curiatius Fistus Trigeminus, angeblicher Konsul 453 v. Chr.
- Publius Curiatius, Volkstribun 401 v. Chr.
- Gaius Curiatius, Volkstribun 138 v. Chr.
- Curiatius Maternus (Dichter), römischer Dichter im 1. Jahrhundert, Hauptperson in Tacitus’ Dialogus de oratoribus
- Marcus Cornelius Nigrinus Curiatius Maternus (vor 60–nach 97), römischer Ritter und Senator, Legat
- Lucius Stertinius Quintilianus Acilius Strabo Gaius Curiatius Maternus Clodius Nummus (2. Jahrhundert), Legat